# Mareil-sur-Mauldre
Mareil-sur-Mauldre is een dorp, dat ongeveer 40 km ten westen van het centrum van Parijs ligt. Het ligt aan de rivier de Mauldre.
Er ligt station Mareil-sur-Mauldre.

## Kaart
De onderstaande kaart toont de ligging van Mareil-sur-Mauldre met de belangrijkste infrastructuur en aangrenzende gemeenten.

## Demografie
Onderstaande figuur toont het verloop van het inwonertal, bron: INSEE-tellingen. 

## Websites
- (fr)  Statistische informatie op de website van INSEE

1. ↑  Populations de référence 2022.